# Jezero (krater)

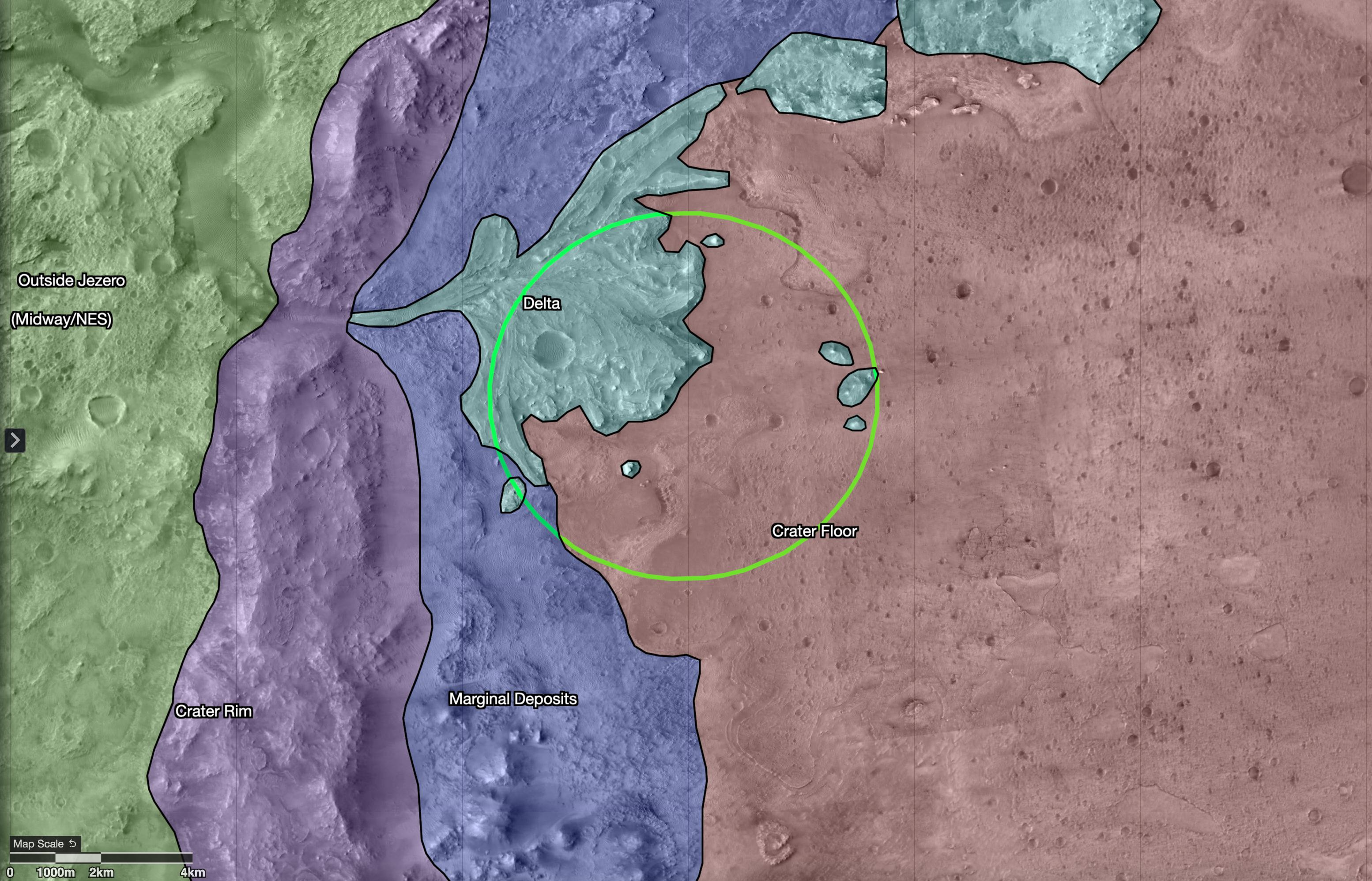
På den här bilden visas strövaren Perseverance landningsellips, dvs. inom vilket område strövaren förväntas landa. Bilden visar även det nu uttorkade floddelta som låg i området för flera miljarder år sedan.

Jezero är en nedslagskrater och paleosjö på planeten Mars. Jezero ligger i utkanten av Isidis Planitia och i närheten av Nili Fossae och Syrtis Major. Kratern är ungefär 50 kilometer i diameter och har en volym på 463 km3 . Kratern bildades för ca 3,9 miljarder år sedan och i ca 100 miljoner år (fram till för ca 3,8 miljarder år sedan) fanns där en sjö. Jezero har valts som landningsplats för NASA:s strövare Perseverance inom projektet Mars 2020. 
Förmodligen bildades sjön när kratern fylldes med vatten från en flod som flöt genom Neretva Vallis, en dalgång väster om Jezero. När vattnet nådde en viss nivå är hypotesen att kratern sedan svämmade över åt öster, vilket fick vattennivån att successivt sjunka. Som mest kan sjöns vattenyta ha legat på -2243 m under Mars yta (som definieras som 610.5 pascal), för att sedan sjunka till -2410 m. Sedimentet från Neretva Vallis syns idag i form av ett delta i Jezeros västra del. Ett mindre, mer eroderat delta, har upptäckts i kraterns norra del. Längs kraterns kant verkar det finnas karbonater, som skulle kunna likna kalksten på jorden. Eftersom kalksten ofta bildas i biologiska processer, så utgör sådana bergarter goda kandidater för att hitta spår av fossil eller liv.
Floddeltat i kraterns västra del är den huvudsakliga anledningen till att Jezero valdes för strövarprojektet, eftersom det bland sedimenten i deltat kan finnas organiskt material och spår av tidigare liv på Mars. Kratern var från början en av kandidaterna då man valde landningsplats för NASA:s strövare Curiosity, den gången valdes dock slutligen kratern Gale. 
Kratern är namngiven efter en by i Bosnien och Hercegovina. Jezero betyder "sjö" på bosniska (och flera andra slaviska språk). 